# Парламент Шри-Ланки
Парламент Шри-Ланки (синг. ශ්‍රී ලංකා පාර්ලිමේන්තුව [śrī laṁkā pārlimēntuva], там. இலங்கை பாராளுமன்றம் [ilaṅkai pārāḷumaṉṟam], англ. The Parliament of Sri Lanka) — высший законодательный орган государства Демократическая Социалистическая Республика Шри-Ланка.

## История парламента
История высшего законодательного собрания Цейлона/Шри-Ланки восходит к дате 13 марта 1833 года, когда по рекомендациям Комиссии Колбрука-Кэмерона были основаны Исполнительный совет и Законодательный совет Цейлона при губернаторе Цейлона. Советы первоначально исполняли лишь совещательную функцию при губернаторе (который мог и не принимать их рекомендации) и включали только британских чиновников колониальной администрации, но впоследствии стали включать и представителей туземных властей. Законодательный совет исходно включал 16 избранных членов, позднее их количество было расширено до 49, однако далеко не все из них обладали правом голоса.
В 1931 году прежний Законодательный совет был распущен и замещён более влиятельным Государственным советом Цейлона. Последний включал уже 101 представителей, избиравшихся всеобщим голосованием, предоставленным конституцией Дономора.
На фоне участия Британской империи во Второй Мировой войне и ключевой роли Цейлона как её представителя в регионе, партия Цейлонский Национальный Конгресс к 1942 году добивается начала рассмотрения британскими властями вопроса о предоставления Цейлону независимости. С 1944 года эти вопросы совместно с разработкой конституции для Цейлона рассматривались комиссией во главе с лордом Солсбери, что к 1947 году завершилось основанием двухпалатного парламента по британскому образцу, состоявшего из Палаты представителей, по прежнему насчитывавшей 101 депутатов (с 1960 года — 157), избираемых всеобщим голосованием, и Сената из 30 членов которого половина избиралась депутатами Палаты представителей, а остальные выдвигались генерал-губернатором Цейлона. Работа парламента в такой форме продолжилась после обретения Цейлоном 4 февраля 1948 года независимости в качестве доминиона Британской империи, вплоть до начала республиканского преобразования страны в начале 1970-х годов.
Сенат был распущен 2 октября 1971, вернув парламент к однопалатной модели, а с начала действия новой конституции республики Шри-Ланка 22 марта 1972 года его палата представителей была замещена новым органом под названием Национальная государственная ассамблея, где избирателей представляли 168 депутатов. Наконец, после принятия конституции 1977 года, расширившей властные полномочия президента Шри-Ланки, ассамблея была преобразована в ныне действующую форму Парламента Шри-Ланки.
В начале работы парламента 14-го созыва в апреле 2010 года составлявшим парламентское большинство блоком United People’s Freedom Alliance было выдвинуто предложение о возврате ланкийского парламента к двухпалатной форме, однако в настоящее время высшее законодательное собрание страны остаётся однопалатным.
Символом законодательной власти парламента Цейлона/Шри-Ланки с середины XX века является парламентский жезл, преподнесённый в дар Палате представителей Цейлона Палатой общин Великобритании. Общепарламентские сессии могут проходить только в присутствии спикера парламента, который, в свою очередь, входит в парламентскую палату и покидает её только в сопровождении парламентского пристава, несущего жезл. В течение сессии жезл устанавливается на специальную двухуровневую подставку непосредственно перед местом спикера (на верхний её уровень — во время общепалатных заседаний, нижний — для обсуждений по комитетам).
Парламентский жезл имеет массу около 28 фунтов (13 кг) и общую длину 48 дюймов (122 см), с древком из эбенового дерева и серебряным набалдашником с золотым изображением геральдического сингальского льва, украшен сапфирами и золотым орнаментом.

## Резиденция парламента Шри-Ланки
За историю своего основания и преобразований, законодательное собрание Цейлона/Шри-Ланки несколько раз поменяло свою резиденцию.
Законодательный и Исполнительный советы британского колониального генерал-губернаторства, основанные в 1833 году, заседали в здании напротив королевской резиденции в пределах форта Коломбо (позднее одноимённый район) цейлонской столицы. В настоящее время это сооружение, которое стали называть «Зданием Республики», является резиденцией министерства иностранных дел и аппарата правительства страны.
29 февраля 1930 года британским губернатором Цейлона Гербертом Стэнли недалеко от предыдущей резиденции в северной части променада Galle Face Green было открыто новое здание, возведённое по проекту главного архитектора Департамента общественных работ А. Вудсона и предназначенное для заседаний Законодательного совета. Здание использовалось законодательным собранием в нескольких его формах вплоть до современного Парламента, с 1930 по 1981 год, впоследствии перейдя в ведение Секретариата президента Шри-Ланки.
4 июля 1979 года, в ходе обсуждений по переносу административной столицы Шри-Ланки в пригород Коломбо Котте, премьер-министром Ранасингхе Премадасой было получено одобрение парламента на создание там нового парламентского комплекса по проекту архитектора Джоффри Бавы. Для возведения комплекса был выбрана ранее заболоченная местность, превращенная в искусственное озеро Дияванна-Оя с островом Дува. Строительство велось японской фирмой Mitsui. 29 апреля 1982 года новый парламентский был торжественно открыт для заседаний президентом страны Дж. Р. Джаявардене. Открытие новой резиденции парламента было отмечено выпуском 50-центовой марки с её изображением.

## Структура и принципы работы
Шри-Ланка является «смешанной республикой». Парламент Шри-Ланки обладает высшей законодательной властью в соответствии с рядом статей ланкийской конституции. В то же время, президент страны, в дополнение к другим его правам в качестве главы исполнительной власти, обладает полномочиями созыва парламента, назначения перерывов или прекращения его деятельности и, при значительных разногласиях, его роспуска и назначения внеочередных выборов.
Созданный исходно по образцу Парламента Великобритании (так называемой «Вестминстверской системы»), современный парламент имеет однопалатную структуру. В Парламенте Шри-Ланки 225 членов/депутатов, избираемых всеобщим голосованием на 5-летний срок. Из них 196 избираются по многомандатной системе по 22 избирательным округам (160 депутатов) и 9 провинциям страны (36 депутатов); ещё 29 депутатов попадают в парламент по национальным партийным спискам пропорционально общему распределению голосов между партиями.

## Парламент текущего созыва
В 2015-2020 годах законодательной властью в стране обладал Парламент Шри-Ланки 15-го созыва.
Его избранию предшествовал роспуск президентом парламента 14-го созыва, отработавшего 5 лет и 2 месяца из своего срока, ранее увеличенного до 6 лет. Предыдущий созыв законодателей намеревался довести до конца реформу избирательного законодательства для проведения следующих выборов уже по обновленному закону, однако к концу июня 2015 года, на фоне накопленных разногласий между депутатами и частого блокирования парламентом предложений правительства, президент Майтрипала Сирисена расценил это обсуждение, как чрезмерно затянувшееся, и подписал соответствующий указ.
В соответствии с указом, выборы состоялись 17 августа 2015 года, с явкой избирателей более 77 %. Наибольшее количество голосов (45,66 %) было получено блоком United National Front for Good Governance (UNFGG), обеспечив ему 106 из 225 мест в парламенте, на 46 больше, чем на предыдущих выборах. Основной его соперник, оппозиционный блок United People's Freedom Alliance (UPFA) получил 95 мест; таким образом, ни один из фаворитов не получил парламентского большинства. Минорное представительство получили Тамильский Национальный Альянс (TNA; 16 мест), коммунистическая партия Джанатха Вимукти Перамуна (6 мест), Конгресс мусульман Шри-Ланки и Eelam People's Democratic Party (по одному месту).
Как и было запланировано президентом, парламент был приведён к присяге и начал свою работу 1 сентября 2015 года. Спикером парламента был избран Кару Джаясурия, вице-спикером и председателем по работе комитетов — Тиланга Суматипала. Председателем палаты стал Лакшман Кириэлла, лидером оппозиции — Р. Сампантан, партийными организаторами правительственной и оппозиционной фракций — соответственно Гаянтха Карунатилака и Анура Кумара Диссанаяка.